# Ḩasanābād (ort i Teheran)
Ḩasanābād (persiska: حسن آباد كوه گچ, حَسَنابادِ عَرَب, حسن آباد, Ḩasanābād-e Kūh Gach) är en ort i Iran.   Den ligger i provinsen Teheran, i den centrala delen av landet, 70 km sydost om huvudstaden Teheran. Ḩasanābād ligger 823 meter över havet och antalet invånare är 291.
Terrängen runt Ḩasanābād är platt.Runt Ḩasanābād är det tätbefolkat, med 297 invånare per kvadratkilometer. Närmaste större samhälle är Varamin, 19,9 km nordväst om Ḩasanābād. Trakten runt Ḩasanābād är ofruktbar med lite eller ingen växtlighet.